# جنوساید (کمیک)
جنساید (به انگلیسی: Genocide) یک شخصیت خیالی ابرشرور در کتاب‌های کمیک آمریکایی منتشر شده توسط دی‌سی کامیکس است. جنساید توسط دانشمندان انجمن سری ابرشروران از نمونه خاک‌های مناطق مختلف زمین خلق شده است؛ که در طول ۱۰۰ سال گذشته (۱۹۰۸ الی ۲۰۰۸) در آن مناطق اقدامات نسل‌کشی صورت گرفته است، تا از او به عنوان سلاحی علیه زن شگفت‌انگیز استفاده شود.

## تاریخچه انتشار
جنساید نخستین بار در شمارهٔ ۲۶ از سومین جلد کمیک‌های زن شگفت‌انگیز ظاهر شد و توسط نویسنده گیل سیمون و طراح آرون لوپرستی خلق شده است.

## توانایی‌ها و قدرت‌ها
حد کامل توانایی‌های جنوساید هنوز مشخص نشده‌اند. اما به دلیل آنکه او بدن زن شگفت‌انگیز آینده را در اختیار دارد، ممکن است از تمام توانایی‌های اصلی و بنیادی او برای خود استفاده کند. او دارای قدرت، استقامت، پایداری و سرعت ابرانسانی است و قابلیت دورنوردی نیز دارد. جنوساید می‌تواند خشم، ترس و ناامیدی را در افراد بیشتر کرده و دشمنانش را ضعیف کند.
او یک سازه جادویی است، تقریباً فناناپذیر بوده و می‌تواند هر آسیبی به تنش را بهبود ببخشد. از آنجا که بدن زن شگفت‌انگیز بعدی از جنوساید ساخته می‌شود، او می‌تواند با ضربه‌ای به کمند حقیقت منجر به انفجار بزرگی از انرژی روانی منفی شود. این انفجار نه تنها مواد و انسان‌های نزدیکش را نابود می‌کند، بلکه منجر به چنان هیجان منفی در بازماندگان می‌شود که نمی‌توانند به درستی فکر یا عمل کنند. او به سادگی لیگ عدالت آمریکا را شکست می‌دهد و تا پای کشتن زن شگفت‌انگیز پیش می‌رود. او همچنین رزمی‌کاری ماهر به‌شمار می‌رود و در این زمینه قادر است پا به پای زن شگفت‌انگیز به مبارزه بپردازد.